# Imperium (serial telewizyjny 2005)
Imperium lub Cesarstwo (ang. Empire, 2005) – amerykański serial historyczny w reżyserii Johna Graya i Kima Mannersa. Wyprodukowany przez Storyline Entertainment.
Jego światowa premiera odbyła się 28 czerwca 2005 roku na kanale ABC. Ostatni odcinek został wyemitowany 26 lipca 2005 roku. W Polsce serial nadawany był na kanałach TVP1 i TVP2.

## Obsada
- Jonathan Cake jako Tyrannus
- Santiago Cabrera jako Oktawian August
- Vincent Regan jako Marek Antoniusz
- Emily Blunt jako Camane
- Chris Egan jako Marek Agrypa
- Colm Feore jako Juliusz Cezar
- James Frain jako Brutus
- Michael Maloney jako Kasjusz
- Fiona Shaw jako Fulwia
- Orla Brady jako Atia
- Trudie Styler jako Serwilia
- Michael Bryne jako Cyceron

i inni

## Spis odcinków
| N/o            | Tytuł angielski |
| -------------- | --------------- |
|                |                 |
| SERIA PIERWSZA |                 |
|                |                 |
| 01             | Pilot           |
|                |                 |
| 02             | Will            |
|                |                 |
| 03             | Arkham          |
|                |                 |
| 04             | The Hunt        |
|                |                 |
| 05             | Fortune's Fool  |
|                |                 |
| 06             | The Lost Legion |
|                |                 |